# Vạn Thạnh (phường)
Vạn Thạnh là một phường cũ thuộc thành phố Nha Trang, tỉnh Khánh Hòa, Việt Nam. Phường được giải thể vào 16 tháng 6 năm 2025 theo Nghị quyết số 1667/NQ-UBTVQH15 của Ủy ban Thường vụ Quốc hội để hợp nhất thành phường Nha Trang.

## Địa lý
Phường Vạn Thạnh có diện tích 1,35 km², dân số năm 2022 là 34.859 người, mật độ dân số đạt 25.821 người/km².

## Lịch sử
Ngày 28 tháng 9 năm 2024, Ủy ban Thường vụ Quốc hội ban hành Nghị quyết số 1196/NQ-UBTVQH15 về việc sắp xếp đơn vị hành chính cấp xã của tỉnh Khánh Hòa giai đoạn 2023 – 2025 (nghị quyết có hiệu lực từ ngày 1 tháng 11 năm 2024). Theo đó, sáp nhập toàn bộ 0,60 km² diện tích tự nhiên, quy mô dân số là 9.299 người của phường Xương Huân và toàn bộ 0,37 km² diện tích tự nhiên, quy mô dân số là 12.616 người của phường Vạn Thắng vào phường Vạn Thạnh.
Ngày 16 tháng 6 năm 2025, Ủy ban Thường vụ Quốc hội ban hành Nghị quyết số 1667/NQ-UBTVQH15 về việc sắp xếp các đơn vị hành chính cấp xã của tỉnh Khánh Hòa năm 2025 (nghị quyết có hiệu lực từ ngày 1 tháng 7 năm 2025). Theo đó, hợp nhất phường Vạn Thạnh cùng với Lộc Thọ, Vĩnh Nguyên, Tân Tiến và Phước Hoà thành phường Nha Trang.
Phường Vạn Thạnh có 1,35 km² diện tích tự nhiên và quy mô dân số là 34.859 người.
Ngày 1 tháng 7 năm 2025, theo Nghị quyết số 1667/NQ-UBTVQH15 của Ủy ban Thường vụ Quốc hội, Phường được giải thể để hợp nhất thành phường Nha Trang.